# Associação Atlética Guairense
A Associação Atlética Guairense é um clube brasileiro de futebol da cidade de Guaíra, no estado de São Paulo. Fundado em 16 de junho de 1969, suas cores são preto e branco. Atualmente está com o seu departamento de futebol profissional desativado.

## História
Depois da extinção do "Guaíra Esporte Clube" (fundado em 1961) e com sete anos de ausência do futebol profissional, a cidade se organiza e surge a Associação Atlética Guairense em 1969 e em 1973 estreia na terceira divisão. Com o futebol, vai até 1995 sem interrupções, na maior parte do tempo na Terceira Divisão (atual A-3). Em 1994 e 1995, disputou a Quarta Divisão.
Atualmente, participa da Liga Amadora de Franca e invicta, a equipe sagrou-se bicampeã em 2008 e 2009, em jogos disputados no estádio municipal José Zuquim Nogueira.

## Títulos

### Estaduais
- Campeonato Paulista - Série A3: 1976.